# 高野政所
高野 政所（たかの まんどころ、 1977年1月27日 - ）は、日本のDJ。テクノユニットLEOPALDON）のリーダー（トラックメイカー、MCを担当）。2023年の時点では「プロハンバーガー」と名乗って活動している。
別名 DJ JET BARON。本名：高野 勝己（たかの かつみ）。明治大学政治経済学部経済学科卒業。インドネシアの音楽ファンコット（Funkot、別名 FUNKY KOTA、INDONESIA HOUSE）の紹介活動を行っている。

## 来歴
- 1996年
  - 大学在学中、テクノ音楽ユニットLEOPALDON（当時はソロユニット）でデビュー。
- 1999年
  - 大学卒業後、建設コンサルタント会社にて下水道の配管図作成などに携わる傍ら『クイック・ジャパン』『STUDIO VOICE』などに寄稿[4]。
- 2004年
  - 東京都大田区北千束にクラブACID PANDA CAFE（通称"アシパン"）を開店し、店主となる（本人が「大岡山時代」と呼ぶ時期の店）。
- 2008年
  - ACIDPANDA CAFEを目黒区自由が丘へ移転（本人が「自由が丘時代」と呼ぶ時期の店）。
- 2009年
  - 5月 インドネシアのダンス・ミュージックであるファンコットを知り、以後独自に研究を始める。
  - 8月15日、TBSラジオの『ライムスター宇多丸のウィークエンド・シャッフル』にゲスト出演し、番組内でファンコットを紹介、反響を得る[5][6][7]。以後、同番組に数回出演。
  - 12月 インドネシアに自ら赴いて現地のDJと知り合うとともに、現地で使用されているDJトラックの販売権を得るなど、ファンコットとの関わりを深める。
- 2010年
  - 12月8日 クラブミュージックを中心にトークとDJプレイの動画配信などをしているサイト・DOMMUNEにファンコットのDJとして初めて出演する[8]。
- 2011年
  - 9月 ACID PANDA CAFEを渋谷道玄坂へ移転。
  - 11月 インドネシアに再度赴き、翌年1月1日のTBSラジオ『ライムスター宇多丸のウィークエンドシャッフル』の特集コーナーに2回目のファンコット特集のために出演。
- 2013年
  - 11月 ファンコットDJのDJ hayaubusaとともに日本最大のファンコットイベント『Mega Dugem』を主宰。
- 2014年
  - 2月 日本のDJ、shisotexとともに3000人級のインドネシアのディスコ/クラブにてDJデビューを果たす。
  - 4月 『Mega Dugem vol.2』を開催。
  - 5月 大阪に復活したディスコマハラジャにてプレイ。
  - 10月 iLOUD主催人気DJ人気投票でDJ JET BARONが21位にランクイン。
  - 12月3日 自身初のメジャー1stアルバム『Enak Dealer』の発売が決定。
  - 12月5日 ACID PANDA CAFEにてTBSラジオ『毒蝮三太夫のミュージックプレゼント』の生放送。
- 2015年
  - 3月3日 職務質問を受けた際大麻を所持していたとして逮捕[9]。これに伴い、発売されていた作品の配信・出荷の停止が行われた[10]。また、同10日にはACID PANDA CAFEの無期限休業が決定し[11]、翌月には正式な閉店が告知された[12]。
  - 4月7日 前項の件により、1年間の活動自粛が告知された[12]。
- 2016年
  - 3月3日 自身のTwitterより同月26日のイベントから活動を再開することが発表された[13]。
  - 7月21日 初のエッセイ集『前科おじさん』を8月22日より発売することを発表[14] [15]。
- 2018年
  - 5月21日、『ライムスター宇多丸のウィークエンド・シャッフル』の後継番組である『アフター6ジャンクション』のファンコット特集にて、出所以来初のゲスト出演。
- 2021年
  - 突如自身の活動名を「プロハンバーガー」と改名、以降ほとんどの活動をこの名前で行う。

## ディスコグラフィ

### インディーズ時代
| 種別     | 名義          | 発売日         | タイトル                                               | 備考 |
| -------- | ------------- | -------------- | ------------------------------------------------------ | --- |
| CD       | LEOPALDON     | 2000年         | Cake or Girl                                           | |
| CD       | LEOPALDON     | 2002年         | 去年出たやつ                                           | |
| CD       | LEOPALDON     | 2004年         | ヤバコプター                                           | |
| CD       | LEOPALDON     | 2007年         | HOMECENTER 2 GAMECENTER                                | |
| CD       | LEOPALDON     | 2009年         | レオパルドンのびっくり音楽せいぞろい                   | |
| CD       | DJ JET BARONG | 2009年         | ARE U READY!!!! /-J-KOTA BEGINNING- (ILL-SEME RECORDS) | コンピレーション・アルバム。 "SOUND OF STDK(POWER MIX) " , "Kucing dan itik(Kau dan aku) " を提供。 |
| CD・配信 | DJ JET BARON  | 2012年1月18日  | jaCked!                                                | →Pia-no-jaC←の楽曲リミックスをしたコンピレーション・アルバム。 "台風 (Remix by DJ JET BARON)" を提供。 |
| CD       | DJ JET BARON  | 2013年4月26日  | 最強神速J-MIX ～FUNKOT EDITION～                       | 日本のJ-POPの公式FUNKOTカバーアルバム。楽曲制作、MIX、プロデュースを担当。 |
| 配信     | DJ JET BARON  | 2013年1月6日   | Funkot Anthem EP                                       | コンピレーション・アルバム。 iTunesダンスチャートで1位 / iTunes総合チャートで3位を獲得。 |
| CD       | DJ JET BARON  | 2013年4月4日   | ティッケー大作戦！～YAVAY                              | hy4_4yhの3曲入りシングル。収録曲のすべての編曲を担当。「ティッケー大作戦」のMVにも出演。 |
| 配信     | DJ JET BARON  | 2013年5月6日   | Summer Rising EP                                       | コンピレーション・アルバム。 3楽曲を提供。 iTunesダンスチャートで1位を獲得。iTunes総合チャート17位を記録。 |
| CD       | DJ JET BARON  | 2013年6月5日   | Summer Rising -Mini Album Funkot Panas                 | DJ JET BARON名義のミニアルバム。 一部楽曲を提供。 ローソンHMV限定販売。 |
| CD       | DJ JET BARON  | 2013年6月19日  | ハイパー・ファンコット~超速ダンストラックス            | EMIミュージック・ジャパンからのメジャー初のFUNKOTのCD。 楽曲制作、MIX、プロデュースを担当。アーティスト名義はVarious Artist。 |
| 配信     | DJ JET BARON  | 2014年7月14日  | Enaker's High - EP                                     | 2014年の第1弾EP、抹 a.k.a. ナンブヒトシ、丸省をゲストに迎えた楽曲収録。ユニバーサル ミュージックからのリリース。 楽曲制作、プロデュースを担当。iTunes総合アルバムチャート3位、ダンスチャート1位を記録。。                                                          |
| 配信     | DJ JET BARON  | 2014年8月11日  | Let's Go! シャンパンマン - EP                          | 2014年の第2弾EP、CHOP STICK、CRZKNY、NEROMIをゲストに迎えた楽曲収録。ユニバーサル ミュージックからのリリース。 楽曲制作、プロデュースを担当。iTunes総合アルバムチャート8位、ダンスチャート1位を記録。                                                              |
| 配信     | DJ JET BARON  | 2014年11月10日 | ラジオ・デイズ - EP                                    | 2014年の第3弾EP、丸省、BayhoodのYOS-MAG,B.A.D、DUB-Tらをゲストに迎えた楽曲収録。TBSラジオ交通情報センターの阿南京子もゲスト参加。ユニバーサル ミュージックからのリリース。 楽曲制作、プロデュースを担当。iTunes総合アルバムチャート16位、ダンスチャート2位を記録。 |

### メジャー時代
| 種別     | 名義         | 発売日        | タイトル    | 備考                                                                               |
| -------- | ------------ | ------------- | ----------- | ---------------------------------------------------------------------------------- |
| CD＆配信 | DJ JET BARON | 2014年12月3日 | ENAK DEALER | DJ JET BARONとして初のメジャー・アルバム。ユニバーサルミュージックからのリリース。 |

## ラジオ
特記以外全てTBSラジオ
- ライムスター宇多丸のウィークエンド・シャッフル（不定期）　- コーナーゲスト 電話出演等[21]
- ザ・トップ5
  - （2011年10月4日 - 2012年3月29日） - 水曜日コメンテーター
  - リターンズ（2012年10月2日 - 2013年3月28日） - 木曜日コメンテーター
  - リターンズ・リターンズ（2013年6月11日） - ゲストコメンテーター
  - シーズン3（2013年10月3日 - 2014年3月27日） - 木曜日コメンテーター
- アシッド・パンダ大暴走（ポッドキャスト）
- 週末お悩み解消系ラジオ ジェーン・スー相談は踊る（2014年12月20日） - 代行MC
- アフター6ジャンクション（2018年5月21日）

## 書籍
- 前科おじさん（2016年8月22日、スモール出版）[22]
- 大麻でパクられちゃった僕（2021年3月1日、彩図社）